# The Singles Collection
The Singles Collection — второй сборник лучших хитов американской певицы Бритни Спирс, выпущенный 10 ноября 2009 года лейблом Jive Records. Сборник был выпущен в следующих форматах: издание на 1 диске, CD+DVD и в виде бокс-сета, который содержал 29 синглов (каждый имел свою обложку). Издание CD+DVD так же как и бокс-сет содержали DVD с видеоклипами Бритни Спирс. Альбом содержал новую композицию «3», спродюсированную Максом Мартином и Shellback.
The Singles Collection был одобрен современными критиками, которые отметили влияние Спирс на поп-музыку за целое десятилетие в музыкальной индустрии. Альбом попал в топ-40 Австралии, Мексики, Новой Зеландии, США и Японии, а также во множестве европейских стран. Единственным синглом с альбома стала песня «3». В США она дебютировала на 1 месте в чарте Billboard Hot 100.

## История создания
12 июля 2009 года Спирс сообщила через Твиттер, что она записывает новый альбом вместе со шведским автором песен и продюсером Максом Мартином. 23 сентября 2009 Jive Records официально объявил о выходе альбома лучших хитов The Singles Collection через официальный сайт Бритни Спирс, которая празднует своё десятилетие в музыкальной индустрии. Было объявлено, что датой выхода станет 24 ноября 2009 и в альбоме появилась новая песня «3», спродюсированная Мартином. Сборник был выпущен в обычном издании и бокс-сете. Обычная версия содержала компакт-диск с 17 треками. В бокс-сете было 29 синглов, каждый имел свою упаковку с обложкой, а также би-сайды или ремиксы к ним. Также были буклеты с изображениями и фактами о каждом треке наряду с DVD, на котором записаны все видеоклипы Спирс на тот момент в хронологическом порядке.
14 октября 2009 года Jive Records объявил в пресс-релизе, что дата выпуска переносится на 10 ноября 2009. Дата выпуска бокс-сета осталась прежней. На следующий день датой выпуска CD+DVD версии стало 10 ноября 2009 во всех странах, кроме Северной Америки. В этой версии были такие же треки как и в обычной версии, а также сингл «I’m Not a Girl, Not Yet a Woman».

## Критика
| Оценки критиков | Оценки критиков |
| Источник        | Оценка          |
| --------------- | --------------- |
| Allmusic        | [ 6 ]           |
| BBC             | (положительный) |
| Digital Spy     | [ 8 ]           |
| IGN             | (8.2/10)        |
| PopMatters      | [ 10 ]          |

Стивен Томас Эрльюин (Allmusic) оценил сборник на 5 звёзд и сравнил его с предыдущим сборником лучших хитов Бритни Спирс Greatest Hits: My Prerogative, сказав, что хотя они имеют одинаковую длительность, но оставляют различное впечатление при прослушивании. Он также отметил, что недавние треки «помогают The Singles уйти от тин-попа и приблизиться к абсолютному блаженству данс-попа. […] Альбом производит сильное впечатление, так как отсутствуют медленные фрагменты, только демонстрируются беспрестанные хуки и ритмы, задавшие звук десятилетия». Майер Ниссим (Digital Spy) также оценил альбом на 5 звёзд и сказал, что «[он] в полной мере охватывает карьеру одной из лучших исполнительниц синглов за прошедшие 10 лет. Вам представлены диски с синглами (от „…Baby One More Time“ до „Radar“), выставленные в хронологическом порядке, которые показывают прогресс в стиле и содержании от носящей школьную форму наивной поп-певицы до непристойной секс-бомбы. […] Единственное спорное слабое звено — это „Me Against the Music“ при участии Мадонны, взаимодействие певиц сначала выглядело как вежливая передача эстафеты, а затем стало похоже на безоговорочную капитуляцию поп-королевства к законной наследнице». Обозреватель также отметил влияние поп-музыки Спирс на массовую культуру, упомянув песни «Oops!… I Did It Again», «Toxic» и «Stronger».
Брайан Линдер (IGN) прокомментировал альбом так: «Greatest Hits: My Prerogative 2004 года […] охватывает лучшие композиции расцвета Бритни, но ему не хватает более зрелого клубного материала, который она ставила на поток в последние годы. Это помогает сделать эту коллекцию законной покупкой для фанатов». Майк Дайвер (BBC Online) назвал альбом «отличительным альбомом Бритни» и добавил, что «эти песни не только стали популярными, задерживаясь в памяти, они неотъемлемая часть прошедших десяти лет поп-истории, и они заслуживают больше, чем игнорирование так называемыми разборчивыми слушателями». Эван Соди (PopMatters) назвал альбом «высокоглянцевой коллекцией мелодий, которая выборочно подводит итог карьеры одной из самых значительных поп-певиц прошедшего десятилетия».

## Места в чартах
В США The Singles Collection дебютировал на 22 месте в чарте Billboard 200. Всего в США было продано 209 000 копий. В Канаде альбом получил статус золотого (CRIA) за продажу более 40 000 копий. Альбом дебютировал на 15 месте в Мексике. 23 ноября 2009 альбом вошёл в чарт Australian Albums Chart на 26 месте. В этот же день он дебютировал на 22 месте в Новой Зеландии. Альбом вошёл в топ-40 в Бельгии (Валлония), Дании, Греции, Новой Зеландии и Норвегии. Он попал в чарты Бельгии (Фландрия), Финляндии, Испании и Нидерландов. В январе 2011 The Singles Collection снова попал в чарты Ирландии и Великобритании на 51 и 47 местах соответственно. По состоянию на июль 2011 было продано 755 000 копий по всему миру.

## Синглы
«3» — единственный сингл с альбома, который был выпущен 29 сентября 2009 вместе с анонсом к The Singles Collection. В этот же день он был выпущен на радио. Песня получила положительные отзывы критиков и дебютировала на 1 месте в чарте Billboard Hot 100, став рекордом. Благодаря этому Спирс стала первым исполнителем за 3 года, песня которого дебютировала на 1 месте. Это была 15-я песня в истории чарта, которая дебютировала на высшем месте. «3» также дебютировала на 1 месте в Канаде и попала в десятку в Австралии, Великобритании, Бельгии (Валлония), Ирландии, Норвегии, Финляндии, Франции, Чехии и Швеции.

## Список композиций
| №   | Название                                                 | Автор(ы) | Продюсер(ы)                                              | Длительность |
| --- | -------------------------------------------------------- | --- | -------------------------------------------------------- | ------------ |
| 1.  | «3»                                                      | Макс Мартин, Shellback, Тиффани Эмбер                                                                                           | Макс Мартин, Shellback                                   | 3:25         |
| 2.  | «…Baby One More Time»                                    | Макс Мартин | Denniz PoP, Макс Мартин, Рами Якуб                       | 3:31         |
| 3.  | «(You Drive Me) Crazy» (The Stop Remix!)                 | Макс Мартин, Йёрген Элофссон, Пер Магнуссон, Дэвид Крюгер                                                                       | Макс Мартин, Рами Якуб                                   | 3:17         |
| 4.  | «Born to Make You Happy»                                 | Андреас Карлссон | Кристиан Лундин                                          | 3:35         |
| 5.  | «Oops!…I Did It Again»                                   | Макс Мартин, Рами Якуб | Макс Мартин, Рами Якуб                                   | 3:31         |
| 6.  | «Stronger»                                               | Макс Мартин, Рами Якуб | Макс Мартин, Рами Якуб                                   | 3:23         |
| 7.  | «I’m a Slave 4 U»                                        | Фаррелл Уильямс, Чад Хьюго | The Neptunes                                             | 3:25         |
| 8.  | «I’m Not a Girl, Not Yet a Woman»                        | Макс Мартин, Дайдо, Рами Якуб                                                                                                   | Макс Мартин, Рами Якуб                                   | 3:51         |
| 9.  | «Boys» (The Co-Ed Remix) (при участии Фаррелла Уильямса) | Чад Хьюго, Фаррелл Уильямс | The Neptunes                                             | 3:46         |
| 10. | «Me Against the Music» (при участии Мадонны)             | Бритни Спирс, Мадонна, Кристофер Стьюарт, Пенелопа Магнет, Табисо Никирэни, Териус Нэш, Гэри О’Брайен                           | Бритни Спирс, Кристофер "Трики" Стьюарт, Пенелопа Магнет | 3:45         |
| 11. | «Toxic»                                                  | Bloodshy & Avant, Кэти Деннис, Хенрик Джонбэк                                                                                   | Bloodshy & Avant                                         | 3:20         |
| 12. | «Everytime»                                              | Бритни Спирс, Аннетт Артани | Гай Сигсуорт                                             | 3:50         |
| 13. | «Gimme More»                                             | Нэйт Хиллс, Джеймс Вашингтон, Кери Хилсон, Марчелла Араика                                                                      | Danja                                                    | 4:11         |
| 14. | «Piece of Me»                                            | Кристиан Карлссон, Понтус Виннберг, Клас Ахланд                                                                                 | Bloodshy & Avant                                         | 3:32         |
| 15. | «Womanizer»                                              | Никеша Бриско, Рафаэл Акиними                                                                                                   | The Outsyders                                            | 3:43         |
| 16. | «Circus»                                                 | Лукаш Готвальд, Клод Келли, Бенджамин Левин                                                                                     | Dr. Luke, Бенни Бланко                                   | 3:11         |
| 17. | «If U Seek Amy»                                          | Макс Мартин, Shellback, Сэван Котеча, Александр Кронлунд                                                                        | Макс Мартин                                              | 3:36         |
| 18. | «Radar»                                                  | Кристиан Карлссон, Понтус Виннберг, Хенрик Джонбэк, Балева Мохаммед, Кэндис Нельсон, Эзекиль "Зик" Льюис, Патрик "Джей Ку" Смит | Bloodshy & Avant, The Clutch                             | 3:48         |

1. «… Baby One More Time»
2. «(You Drive Me) Crazy»
3. «Born to Make You Happy»
4. «Oops! … I Did It Again»
5. «Stronger»
6. «I’m a Slave 4 U»
7. «I’m Not a Girl, Not Yet a Woman»
8. «Me Against the Music»
9. «Toxic»
10. «Everytime»
11. «Gimme More»
12. «Piece of Me»
13. «Womanizer»
14. «Circus»
15. «If U Seek Amy»
16. «Radar»

### Бокс-сет
| №   | Название                                         | Автор(ы) | Би-сайд/Ремикс                                               | Длительность |
| --- | ------------------------------------------------ | --- | ------------------------------------------------------------ | ------------ |
| 1.  | «…Baby One More Time»                            | Макс Мартин | «Autumn Goodbye»                                             | 3:30         |
| 2.  | «Sometimes»                                      | Йёрген Элофссон | «I’m So Curious»                                             | 3:56         |
| 3.  | «(You Drive Me) Crazy (The Stop Remix!)»         | Макс Мартин, Йёрген Элофссон, Пер Магнуссон, Дэвид Крюгер                                                                       | «I’ll Never Stop Loving You»                                 | 3:16         |
| 4.  | «Born to Make You Happy»                         | Андреас Карлссон, Кристиан Лундин                                                                                               | Bonus Remix                                                  | 3:35         |
| 5.  | «From the Bottom of My Broken Heart»             | Эрик Фостер Уайт | «Thinkin' About You»                                         | 4:35         |
| 6.  | «Oops!…I Did It Again»                           | Макс Мартин, Рами Якуб | «Deep In My Heart»                                           | 3:30         |
| 7.  | «Lucky»                                          | Макс Мартин, Рами Якуб, Александр Кронлунд                                                                                      | «Heart»                                                      | 3:24         |
| 8.  | «Stronger»                                       | Макс Мартин, Рами Якуб | «Walk On By»                                                 | 3:21         |
| 9.  | «Don’t Let Me Be the Last to Know»               | Роберт Ланге, Кит Скотт, Шанайя Твейн                                                                                           | Hex Hector Radio Mix                                         | 3:48         |
| 10. | «I’m a Slave 4 U»                                | Фаррелл Уильямс, Чад Хьюго | «Intimidated»                                                | 3:23         |
| 11. | «Overprotected»                                  | Макс Мартин, Рами Якуб | The Darkchild Remix                                          | 3:23         |
| 12. | «I’m Not a Girl, Not Yet a Woman»                | Макс Мартин, Рами Якуб, Dido | «I Run Away»                                                 | 3:51         |
| 13. | «I Love Rock 'N' Roll»                           | Алан Меррилл, Джейк Хукер | «I’m Not a Girl, Not Yet a Woman (Metro Remix — Radio Edit)» | 3:07         |
| 14. | «Boys (The Co-Ed Remix) (с Фарреллом Уильямсом)» | Чад Хьюго, Фаррелл Уильямс | Album Version                                                | 3:43         |
| 15. | «Me Against the Music (с Мадонной) »             | Бритни Спирс, Мадонна, Кристофер Стьюарт, Пенелопа Магнет, Табисо Никерини, Териус Нэш, Гэри О’Брайен                           | Passengerz vs. the Club                                      | 3:43         |
| 16. | «Toxic»                                          | Bloodshy & Avant, Кэти Деннис, Хенрик Джонбэк                                                                                   | Bloodshy & Avant's Intoxicated Remix                         | 3:21         |
| 17. | «Everytime»                                      | Бритни Спирс, Аннетт Артани | Above & Beyond’s Club Mix                                    | 3:53         |
| 18. | «Outrageous»                                     | Ар Келли | Junkie XL's Dancehall Mix                                    | 3:22         |
| 19. | «My Prerogative»                                 | Бобби Браун, Жан Гриффин, Тедди Рили                                                                                            | Armand Van Helden Remix                                      | 3:31         |
| 20. | «Do Somethin’»                                   | Кристиан Карлссон, Понтус Виннберг, Хенрик Джонбэк, A. Hunte                                                                    | Thick Vocal Mix                                              | 3:20         |
| 21. | «Someday (I Will Understand)»                    | Бритни Спирс | «Mona Lisa»                                                  | 3:31         |
| 22. | «Gimme More»                                     | Нэйт Хиллс, Джим Бинз, Кери Хилсон, Марчелла Араика                                                                             | Paul Oakenfold Mix                                           | 4:11         |
| 23. | «Piece of Me»                                    | Bloodshy & Avant, Клас Ахланд                                                                                                   | Bloodshy & Avant’s Böz O Lö Remix                            | 3:32         |
| 24. | «Break the Ice»                                  | Нэйт Хиллс, Джим Бинз, Кери Хилсон, Марчелла Араика                                                                             | «Everybody»                                                  | 3:16         |
| 25. | «Womanizer»                                      | Никеша Бриско, Рафаэл Акиними                                                                                                   | Kaskade Remix                                                | 3:43         |
| 26. | «Circus»                                         | Лукаш Готвальд, Клод Келли, Бенджамин Левин                                                                                     | Tom Neville's Ringleader Remix                               | 3:12         |
| 27. | «If U Seek Amy»                                  | Макс Мартин, Shellback, Сэван Котеча, Александр Кронлунд                                                                        | Crookers Remix                                               | 3:37         |
| 28. | «Radar»                                          | Кристиан Карлссон, Понтус Виннберг, Хенрик Джонбэк, Балева Мохаммед, Кэндис Нельсон, Эзекиль "Зик" Льюис, Патрик "Джей Ку" Смит | Bloodshy & Avant Remix                                       | 3:49         |
| 29. | «3»                                              | Макс Мартин, Shellback, Тиффани Эмбер                                                                                           | Groove Police Club Mix                                       | 3:33         |

1. «…Baby One More Time»
2. «Sometimes»
3. «(You Drive Me) Crazy» (The Stop! Remix)
4. «Born to Make You Happy»
5. «From the Bottom of My Broken Heart»
6. «Oops!…I Did It Again»
7. «Lucky»
8. «Stronger»
9. «Don’t Let Me Be the Last to Know»
10. «I’m a Slave 4 U»
11. «Overprotected» (The Darkchild Remix)
12. «I’m Not a Girl, Not Yet a Woman»
13. «I Love Rock 'N' Roll»
14. «Boys» (The Co-Ed Remix)
15. «Me Against the Music»
16. «Toxic»
17. «Everytime»
18. «My Prerogative»
19. «Do Somethin'»
20. «Someday (I Will Understand)»
21. «Gimme More»
22. «Piece of Me»
23. «Break the Ice»
24. «Womanizer»
25. «Circus»
26. «If U Seek Amy»
27. «Radar»

## Чарты
| Чарты (2009—2010)               | Место |
| ------------------------------- | ----- |
| Australian Albums Chart         | 23    |
| Belgian Flanders Albums Chart   | 50    |
| Belgian Walloon Albums Chart    | 23    |
| Danish Albums Chart             | 30    |
| Dutch Albums Chart              | 77    |
| Finnish Albums Chart            | 49    |
| French Compilation Albums Chart | 10    |
| German Albums Chart             | 80    |
| Greece Albums Chart             | 40    |
| Italian Albums Chart            | 27    |
| Japanese Albums Chart           | 8     |
| Mexican Albums Chart            | 15    |
| New Zealand Albums Chart        | 22    |
| Norwegian Albums Chart          | 36    |
| Spanish Albums Chart            | 43    |
| UK Albums Chart                 | 38    |
| U.S. Billboard 200              | 22    |

| Чарты (2012)                | Место |
| --------------------------- | ----- |
| US Billboard 200            | 191   |
| US Billboard Catalog Albums | 44    |

## Сертификаты
| Страна | Сертификат |
| ------ | ---------- |
| Канада | золотой    |

## Участники записи
- Аудио мастеринг: Том Койн
- Музыкальный менеджер: Ларри Рудольф
- Креативный директор: Джеки Мёрфи
- Арт-директор: Меган Фоли, Дэн Ичимото

## Хронология релизов
| Страна         | Дата              | Издание              | Формат      | Лейбл |
| -------------- | ----------------- | -------------------- | ----------- | ----- |
| Канада         | 10 ноября 2009    | Standard             | CD          | Sony  |
| США            | 10 ноября 2009    | Standard             | CD          | Jive  |
| Австралия      | 13 ноября 2009    | Limited              | CD + DVD    | Sony  |
| Германия       | 20 ноября 2009    | Standard             | CD          | Sony  |
| Германия       | 20 ноября 2009    | Limited              | CD + DVD    | Sony  |
| Германия       | 20 ноября 2009    | Ultimate fan box set | 29 CD + DVD | Sony  |
| Великобритания | 23 ноября 2009    | Standard             | CD          | RCA   |
| Великобритания | 23 ноября 2009    | Limited              | CD + DVD    | RCA   |
| Великобритания | 23 ноября 2009    | Ultimate fan box set | 29 CD + DVD | RCA   |
| Canada         | 23 ноября 2009    | Ultimate fan box set | 29 CD + DVD | Sony  |
| United States  | 23 ноября 2009    | Ultimate fan box set | 29 CD + DVD | Jive  |
| Япония         | November 25, 2009 | Standard             | CD          | Sony  |
| Япония         | November 25, 2009 | Limited              | CD + DVD    | Sony  |